# Křížová cesta (Drahotuše)
Křížová cesta v Drahotuších u Hranic na Přerovsku se nachází v obci na hřbitově. Spolu se hřbitovní kaplí je chráněna jako nemovitá Kulturní památka České republiky.

## Historie
Křížová cesta je tvořena čtrnácti zděnými výklenkovými kaplemi, umístěnými v ohradní zdi hřbitova u barokní kaple Svaté Anny.
Zastavení byla postavena roku 1800. Lemovala původní okružní hřbitovní zeď, po rozšíření hřbitova roku 1894 se několik kapliček ocitlo ve volném prostoru. Roku 1896 byl uprostřed areálu vztyčen kamenný kříž.